# Afrikansk pygmæfalk
Afrikansk pygmæfalk (Polihierax semitorquatus) er en 20 cm stor falk, der er udbredt i henholdsvis det nordøstlige og det sydvestlige Afrika. 

## Udseende
Hunnen har klart nøddebrunt eller kastanjebrunt hoved og ryg. Hannen hvidt hoved og bryst med blågrå isse og ryg.

## Udbredelse
Pygmæfalken lever i to adskilte områder af Afrika. Dels en nordøstlig bestand i Sudan, Somalia, Etiopien, Uganda, Kenya og Tanzania. Dels en sydøstlig bestand i Namibia, Botswana, Angola og Sydafrika. 
Den lever i tørre landskaber med tornebuske, der ikke får mere end 200 - 600 mm regn om året. Den er almindelig og ikke truet i sit udbredelsesområde.

## Føde
Arten lever mest af insekter, men tager også små firben, slanger og fugle. 